# World Gymnaestrada 2019

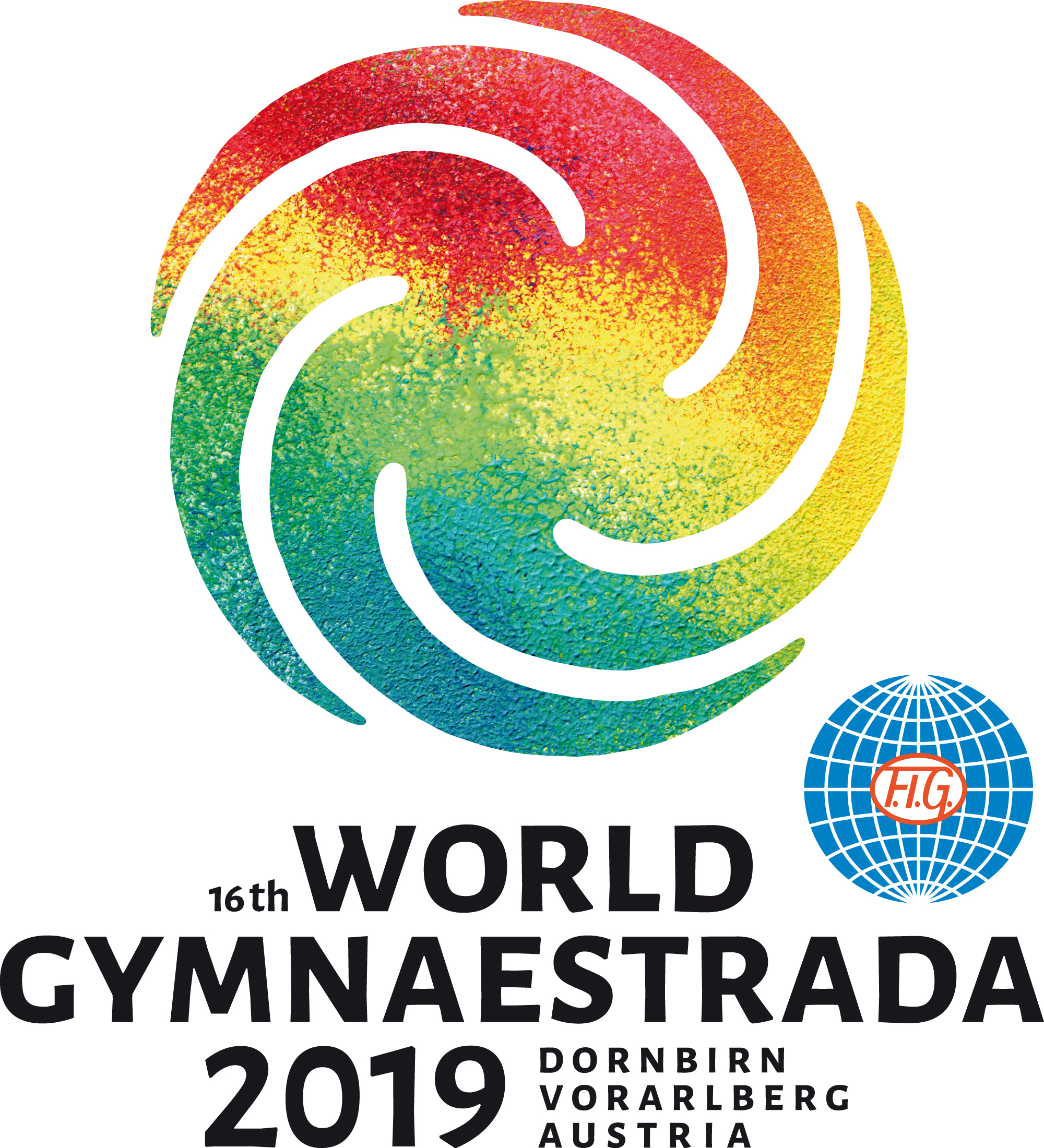
Logo del mundo gymnaestrada 2019 en Dornbirn. Se ajusta al lema "muestra tus colores" y los 5 brazos del logotipo representan los 5 continentes.

La 16 World Gymnaestrada (oficialmente: 16th World Gymnaestrada 2019 Dornbirn ) se llevó a cabo del 7 al 13 de julio de 2019 en Dornbirn, Vorarlberg (Austria). Bajo el lema "Come together. ¡Show your colours!", participaron 20,000 atletas de más de 60 naciones. 
La World Gymnaestrada es organizada cada 4 años por la FIG (Federación Internacional de Gimnasia). La gimnasia mundial no tiene un carácter competitivo, sino que desde 1953 ofrece a los atletas de todo el mundo la oportunidad de presentarse por sí mismos y mostrar su capacidad durante una semana. La Gymnaestrada ha sido realizada 13 veces en diferentes ciudades. Con los eventos de los años 2007 y 2019 Dornbirn (Vorarlberg) es la única región hasta ahora en la que este evento se lleva a cabo por segunda vez.

## El lema
La primera parte del lema, unámonos (ingl.: "come together"),  se refiere al lema del World Gymnaestrada Dornbirn 2007 ("Come together. Be one."), que recuerda el evento extremadamente bien recibido en 2007. Por otro lado, representa una invitación a la reunión de todas las naciones, grupos y espectadores para un gran festival de gimnasia. 
La segunda parte del lema, "muestra tus colores" (ingl.: "show your colours"), alude a la variedad y la alegría de colores de la comunidad mundial de gimnasia. Además, se interpreta como una solicitud a los participantes de Gymnaestrada: "¡Muestren su diversidad!" o "¡Qué sea colorido este festival!"- y un llamamiento para el equipo organizador, todos los ayudantes y toda la gente de Vorarlberg: "¡Muestren al mundo su hospitalidad y la alegría de visitar este festival!" 

## Eventos
- Apertura: domingo 7 de julio de 2019, 16:00 horas, Estadio Birkenwiese, Dornbirn
- Representaciones colectivas: lunes 8 de julio a viernes 12 de julio, Messequartier Dornbirn (recinto ferial)
- Representaciones de grupos grandes: martes 9 de julio a viernes 12 de julio, Estadio del Casino, Bregenz.
- Representaciones en las ciudades: lunes 8 de julio a viernes 12 de julio (en ocho ciudades y comunidades de mercado en Vorarlberg): Bregenz, Höchst, Wolfurt, Lustenau, Hohenems, Götzis, Rankweil y Feldkirch.
- Representaciones nacionales: lunes 8, martes 9 y jueves 11 de julio de 2019, Messequartier Dornbirn (recinto ferial), Messestadion (Estadio de ferias) y Messehalle neu (pabellón nuevo de ferias).
- Especial de Dornbirn: miércoles 10 de julio, Estadio Birkenwiese, Dornbirn
- Gala de FIG: viernes 12 de julio y sábado 13 de julio, Messequartier Dornbirn (recinto ferial), Messestadion (Estadio de ferias)
- Conclusión: sábado 13 de julio, Estadio Birkenwiese, Dornbirn[1]

## Lugares
El punto central del World Gymnaestrada es el recinto ferial (Messequartier) de Dornbirn. Todos los espectáculos de los grupos, los espectáculos nacionales y la gala de la FIG tienen lugar ahí. Los eventos de apertura y conclusión serán celebrados en el Estadio Birkenwiese en Dornbirn, así como el Especial de Dornbirn de la Gymnaestrada 2019. Las representaciones de grupos grandes se llevarán a cabo en el Casino Stadion en Bregenz . Además, los escenarios al aire libre se sitúan en ocho ciudades y comunidades diferentes. Así, los espectáculos de grupos de gimnasia se extienden desde el centro de Dornbirn por todo el Valle del Rin. Estas representaciones grupales descentralizadas son una característica única de la Gymnaestrada en Vorarlberg.

### Villa de las Naciones
Alrededor de 20 municipios de Vorarlberg recibieron a los deportistas y sus acompanantes en las "Nationendörfer" (villas de las naciones). Dos tercios de los participantes fueron alojados en las escuelas de las aldeas. El concepto de los pueblos de naciones es una característica especial de la Gymnaestrada 2019, que tiene lugar en una región y no en una gran ciudad.

## Enlaces web
- VTS (Vorarlberger Turnerschaft) con contenidos de Gymnaestrada.

- Datos: Q27061628
- Multimedia: Gymnaestrada 2019 / Q27061628